# Gaius Camonius Gratus
Gaius Camonius Gratus war ein im 1. Jahrhundert tätiger römischer Ringmacher, ein anularius, der möglicherweise in Bologna, dem antiken Bononia, tätig war.
Gaius Camonius Gratus ist einzig durch seine in Bologna gefundene Grabinschrift bekannt. Die Kalkstein-Stele, die die Inschrift trägt, wurde beim Fluss Reno gefunden und befindet sich heute im Museo Civico Archeologico in Bologna. Die Inschrift lautet:
Damit wird Gratus als Freigelassener eines Gaius Camonius und als Ringmacher benannt. Die Verwendung des sehr allgemeinen faber für Handwerker und gleichzeitig des sehr speziellen anular(ius) für Ringmacher ist in der Form einmalig. Von besonderer Bedeutung ist die in die julisch-claudische Zeit datierte Inschrift aufgrund der Nennung des Gentilnamen Camonius. Die Gens der Camonier ist für Bologna durch mehrere Epigramme des Martial belegt, unter anderem durch eines, in dem er vom Tod des mit ihm befreundeten Camonius Rufus berichtet. Es liegt nahe, dass der Ringmacher ein Freigelassener eines Mitgliedes eben jener Gens der Camonier war.